# Рубіш Федір Федорович
Федір Федорович Рубіш (1930) — письменник, громадський діяч, краєзнавець. Активіст Закарпатської крайової організації Всеукраїнського товариства політв'язнів і репресованих.

## Життєпис
Народився у 1930 році на Закарпатті у селі Великі Лучки Мукачівського району у багатодітній родині сільського хлібороба. Ще в чехословацький період вступив у перший клас народної школи. Після окупації Карпатської України, у березні 1939 р. уже при новій угорській владі закінчив третій клас. Навчався також у Великолучківській горожанській школі. А після визволення Закарпаття, — уже в радянський час, став учнем Великолучківської середньої школи.
У травні 1948 р. у Великолучківській середній школі створюється антирадянська молодіжна організація із учнів 9 класу під назвою «Безробітна партія». Проіснувала вона не більше двох місяців. І уже в липні почалися арешти учасників. Ф. Ф. Рубіш був затриманий 14 липня 1948 р. Учні не визнавали своєї вини, але всі були засуджені військовим трибуналом 1948 році у вересні на 25 років ув'язнення і відправлені у виправно — трудові табори Радянського союзу. Рубіш Федір Федорович опинився в карантинному таборі м. Інта Комі АРСР Російської Федерації і направлений на роботу на пилораму для заготівлі стояків, потім до 1954 р. працював у шахті. У грудні 1954 р. звільнений з табору. Після повторного розгляду кримінальної справи з березня 1955 р. було прийнято постанову про припинення кримінального переслідування учасників антирадянської організації «Безробітна партія» і відміну міри покарання. Але все це відбулося після 6-річного перебування у таборах ГУЛАГу.
Повернувшись додому, Ф. Ф. Рубіш закінчив середню школу, потім вищий навчальний заклад і у 1958 р. був призначений учителем історії та малювання Великолучківської неповної середньої школи, де працював 34 роки і у 1996 р. вийшов на пенсію.
Серед сільських істориків небагато знайдеться таких, щоб могли так глибоко реалізувати свої творчі можливості. Він почав збирати документи, спогади, книги минулих років у двох напрямах: по — перше, про своїх репресованих побратимів, які пройшли через табори ГУЛАГів, та про історію рідного села Великі Лучки і опрацьовувати їх для підготовки книг. І в цьому Ф. Ф. Рубіш має незаперечні успіхи.
Указом Президента України № 336/2016 від 19 серпня 2016 року нагороджений ювілейною медаллю «25 років незалежності України».

## Творча діяльність
За останні десять років він видав з допомогою спонсорів цілу серію книг. Серед них: «Голоси з-за колючого дроту»(1998), у якій опублікував нариси — портрети про репресованих громадян переважно з мукачівщини. У книзі «Роки і долі»(1998) вміщені художньо — документальні оповіді про жителів Закарпаття, які брали участь у Першій і Другій світових війнах. Спогадам про своїх побратимів разом з донькою Валерією він присвятив книгу «Опалені долі»(2000), де подано понад 60 біографічних нарисів про учасників визвольних змагань, в тому числі і Карпатської України. Цій же темі присвячена і книга «Сталінський геноцид проти закарпатців»(2007).
Особливо хочеться відзначити історико — етнографічне дослідження «Великі Лучки», у якому розповідається про основні віхи історії села, поселення, садиби і житла, господарство і матеріальна культура, народні пісні освіта. Окремо варто сказати про упорядкований Ф. Ф. Рубішем довідник з фітотерапії «Лікарські рослини Закарпаття у народній медицині»(2005), де містиься цінна інформація про найпопулярніші лікарські рослини краю, які використовуються в науковій та народній медицині. Такий здобуток сільського історика

## Видання
1. Довганич, Омелян Дмитрович. Федір Федорович Рубіш [Текст] : 80-річчя від дня народж. історика і краєзнавця (нар. 1930) / О. Д. Довганич // Календар краєзнавчих пам'ятних дат на 2010 рік. — Ужгород: Вид-во В. Падяка, 2009. — С. 128—132. — Бібліогр. наприкінці ст.
2. Рубіш, Федір. В «обійми» невідомої Країни Рад [Текст]: [про початок репресій над прихильниками і борцями за Карпат. Україну] / Ф. Рубіш, О. Довганич // Рубіш, Ф. Закарпатці під пресом сталінського свавілля / Ф. Рубіш, О. Довганич. — Мукачево: Карпат. вежа, 2009. — С. 11-27. : фото
3. Рубіш, Федір. Балог Іван Іванович [Текст]: [репрес. із с. Великі Лучки Мукачів. р-ну] / Ф. Рубіш, О. Довганич // Рубіш, Ф. Закарпатці під пресом сталінського свавілля / Ф. Рубіш, О. Довганич. — Мукачево: Карпат. вежа, 2009. — С. 28-31. : портр.
4. Рубіш, Федір. Білак Олександра Іванівна [Текст]: [репрес. із Мукачівщ.] / Ф. Рубіш, О. Довганич // Рубіш, Ф. Закарпатці під пресом сталінського свавілля / Ф. Рубіш, О. Довганич. — Мукачево: Карпат. вежа, 2009. — С. 32-35.
5. Рубіш, Федір. Балог Юрій Юрійович [Текст]: [репрес. із с. Великі Лучки Мукачів. р-ну] / Ф. Рубіш, О. Довганич // Рубіш, Ф. Закарпатці під пресом сталінського свавілля / Ф. Рубіш, О. Довганич. — Мукачево: Карпат. вежа, 2009. — С. 31-32.
6. Рубіш, Федір. Вальо Василь Васильович [Текст]: [репрес. із с. Приборжавське Іршав. р-ну] / Ф. Рубіш, О. Довганич // Рубіш, Ф. Закарпатці під пресом сталінського свавілля / Ф. Рубіш, О. Довганич. — Мукачево: Карпат. вежа, 2009. — С. 36-40. : портр.
7. Рубіш, Федір. Воробець Михайло Федорович [Текст]: [політв'язень із Буковця Міжгір. р-ну] / Ф. Рубіш, О. Довганич // Рубіш, Ф. Закарпатці під пресом сталінського свавілля / Ф. Рубіш, О. Довганич. — Мукачево: Карпат. вежа, 2009. — С. 40-42.
8. Рубіш, Федір. Вайда Степан Миколайович [Текст]: [політв'язень з с. Дулово Тячів. р-ну] / Ф. Рубіш, О. Довганич // Рубіш, Ф. Закарпатці під пресом сталінського свавілля / Ф. Рубіш, О. Довганич. — Мукачево: Карпат. вежа, 2009. — С. 42-45. : портр.
9. Рубіш, Федір. Волошин Петро Васильович [Текст]: [політв'язень із с. Страбичово Мукачів. р-ну] / Ф. Рубіш, О. Довганич // #Рубіш, Ф. Закарпатці під пресом сталінського свавілля / Ф. Рубіш, О. Довганич. — Мукачево: Карпат. вежа, 2009. — С. 45-47.
10. Рубіш, Федір. Іванчов Федір Васильович [Текст]: [вчитель, письм., політв'язень з с. Зубівка Мукачів. р-ну] / Ф. Рубіш, О. Довганич // Рубіш, Ф. Закарпатці під пресом сталінського свавілля / Ф. Рубіш, О. Довганич. — Мукачево: Карпат. вежа, 2009. — С. 47-52. : портр.
11. Рубіш, Федір. Жирош Дмитро Іванович [Текст]: [політв'язень з с. Липча Хуст. р-ну] / Ф. Рубіш // Рубіш, Ф. Закарпатці під пресом сталінського свавілля / Ф. Рубіш, О. Довганич. — Мукачево: Карпат. вежа, 2009. — С. 52-54. : портр.
12. Рубіш, Федір. Кость Ілля Петрович [Текст]: [політв'язень з с. Тур'я Бистра Перечин. р-ну] / Ф. Рубіш, О. Довганич // Рубіш, Ф. Закарпатці під пресом сталінського свавілля / Ф. Рубіш, О. Довганич. — Мукачево: Карпат. вежа, 2009. — С. 54-56. : портр.
13. Рубіш, Федір. Качур Олена Павлівна [Текст]: [політв'язень із с. Лохово Мукачів. р-ну] / Ф. Рубіш, О. Довганич // Рубіш, Ф. Закарпатці під пресом сталінського свавілля / Ф. Рубіш, О. Довганич. — Мукачево: Карпат. вежа, 2009. — С. 56-61. : портр.
14. Рубіш, Федір. Королович Юрій Юрійович [Текст]: [політв'язень з с. Ключарки Мукачів. р-ну] / Ф. Рубіш, О. Довганич // Рубіш, Ф. Закарпатці під пресом сталінського свавілля / Ф. Рубіш, О. Довганич. — Мукачево: Карпат. вежа, 2009. — С. 61-64. : портр.
15. Рубіш, Федір Федорович. Закарпатці під пресом сталінського свавілля [Текст] / Ф. Ф. Рубіш, О. Д. Довганич. — Мукачево: Карпатська вежа, 2009. — 440 с. : іл, фото.
16. Рубіш, Федір Федорович. Родовід великолучанських Хомів, Фелдіїв та їх родинні зв'язки [Текст] / Ф. Ф. Рубіш. — Ужгород: Патент, 2008. — 128 с. : фото.
17. Рубіш, Федір Федорович. Великі Лучки [Текст]: історико-етнографічне дослідження / Ф. Ф. Рубіш, В. Ф. Рубіш-Чучвар ; передм. Ю. Ю. Керекеш. — 2-е вид., переробл. і доп. — Ужгород: Патент, 2007. — 508 с. : іл. — Бібліогр.: с. 501—502.
18. Рубіш, Федір Федорович. Прізвища великолучан та їх родинні зв'язки [Текст] / Ф. Ф. Рубіш. — Ужгород: Патент, 2006. — 120 с. : фото.
19. Рубіш, Федір Федорович. Мараморош-Сігетський процес в контексті історії Християнської Церкви [Текст]: / Ф. Ф. Рубіш. — Ужгород: Патент, 2005. — 176 с. : іл. — Бібліогр.: с. 164—173.
20. Рубіш, Федір Федорович. Мій земляк — Михайло Лучкай [Текст] / Ф. Ф. Рубіш. — Мукачево: Карпатська вежа, 2003. — 88 с. + Додаток с. 73-86. — Бібліогр.: с. 70.
21. Лікарські рослини Закарпаття у народній медицині [Текст]: довідник з фітотерапії / упоряд. Ф. Ф. Рубіш. — Ужгород: Патент, 2005. — 248 с. : мал. — Бібліогр.: с. 240. — Алф. покаж.: с. 241—244.
22. Рубіш, Федір Федорович. Роки і долі [Текст]: докум. оповіді / Ф. Ф. Рубіш, Е. Ф. Ландовський. — Ужгород: Патент, 1998. — 203 с.